# Adolf Hohenstein

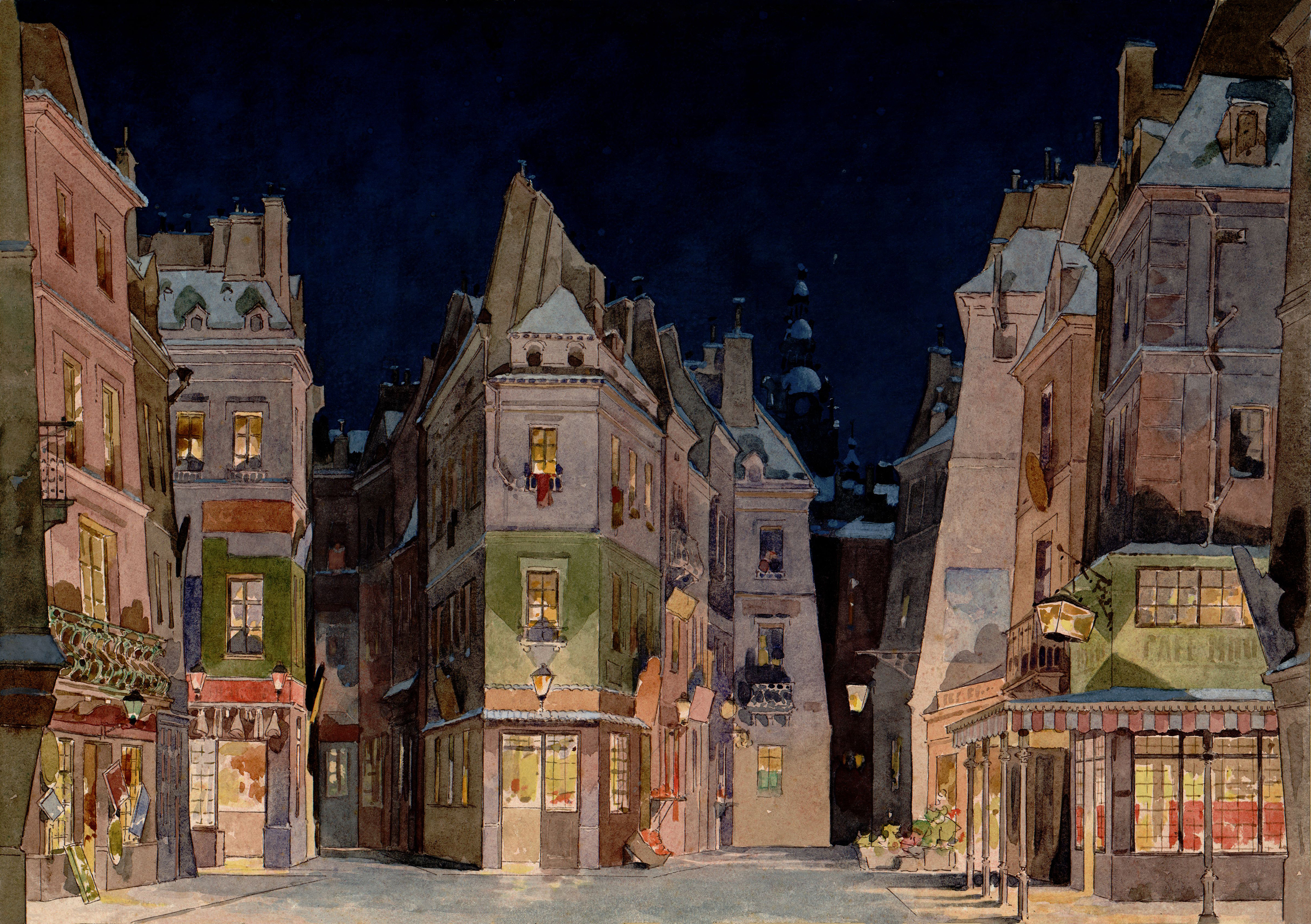
O stradă din Paris, desen pentru scenografia actului II pentru premiera operei Boema, Teatro Regio di Torino, 1 februarie 1893.

Adolf Hohenstein (n. 18 martie 1854, Sankt Petersburg, Imperiul Rus – d. 12 aprilie 1928, Bonn, Republica de la Weimar) a fost un decorator de interioare, grafician, ilustrator, pictor, scenograf și realizator de postere italian și german de origine ruso-germană.

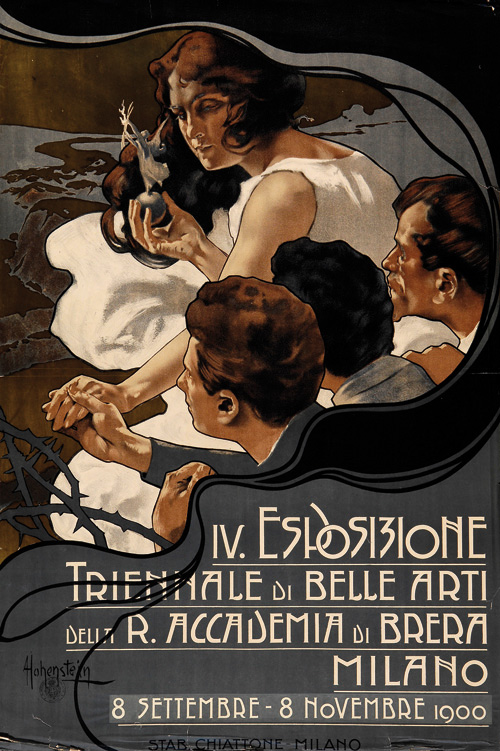
Posterul IV Esposizione Triennale di Belle Arti di Milano din 1900, desenat de Adolf Hohenstein

Cunoscut ca exponent al curentului artistic Stile Liberty, varianta italiană a amplului curent artistic Art Nouveau, Hohenstein a fost alături de Leonetto Cappiello, Giovanni Maria Mataloni, Leopoldo Metlicovitz și Marcello Dudovich unul dintre cei mai importanți realizatori de postere și de afișe publicitare din Italia.

## Biografie

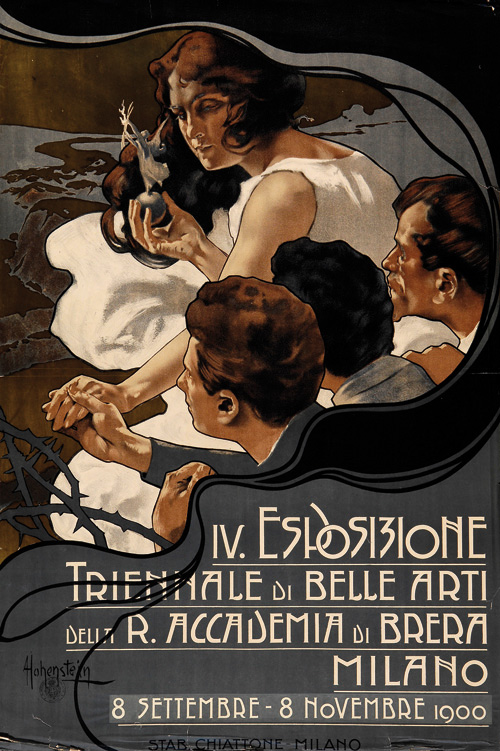
Adolfo Hohenstein, un poster promovând Trienala de arte frumoase a Academiei di Brera, 1900.

### Biografie timpurie
Născut la Sankt Petersburg ca fiu al lui Julius, un inginer forestier, și Laura Irack, Adolf a crescut și studiat Viena (Austria). La terminarea studiilor de artă, a întreprins numeroase călătorii în Asia, stabilindu-se în India, unde a creat artefacte și a decorat interioarele caselor a numeroase personalități din nobilimea locală.
La sfârșitul anilor 1870, reîntors în Europa, Hohenstein s-a stabilit la Milano în 1880, lucrând pentru faimosul Teatro alla Scala, precum și pentru alte teatre, ca scenograf și designer de costume. După ce l-a cunoscut pe promotorul muzical Giulio Ricordi în 1889, a început să lucreze pentru Oficiul de grafică Ricordi, pentru care a produs afișe și postere pentru operele La bohème, Tosca. Ulterior, a produs afișe publicitare pentru cunoscutele Campari și Buitoni, respectiv pentru cotidianul Corriere della Sera.

### Biografie târzie
În anii timpurii ai primului deceniu al secolului XX, după căsătoria sa cu Katharina Plaskuda, o văduvă, Hohenstein a călătorit adeasea între Italia și Germania. În 1906, după câștigarea unei competiții de postere în "Esposizione per il Traforo del Sempione", graficianul părăsește definitiv Milano pentru Bonn și Düsseldorf. Ulterior, în 1918, se va stabili în Bonn. Ultimii săi ani ai carierei și ai vieții îl vor găsi pe artist implicat în special ca pictor și decorator de clădiri și de interioare. Printre aceste realizări profesionale, Hohenstein se numără ca unul din primii desgineri din lume care a decorat clădiri realizate din beton armat; prima sa realizare înregistrându-se în Renania în 1911. 
Adolf(o) Hohenstein a decedat la Bonn la data de 12 aprilie 1928.

## Galerie

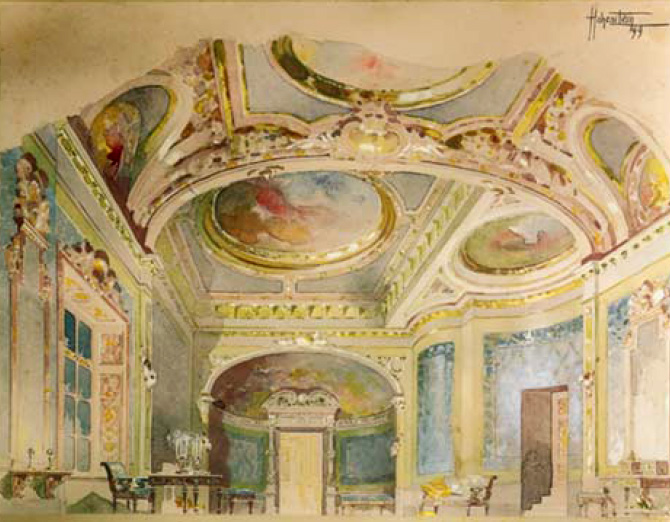
Desen - Act II Tosca
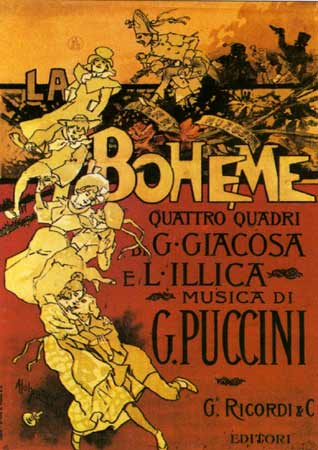
Poster Boema
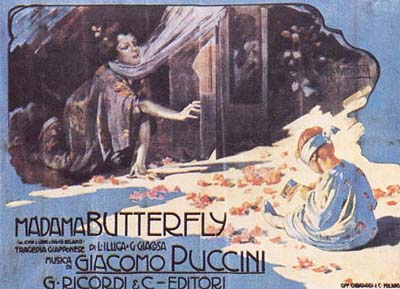
Poster Madama Butterfly
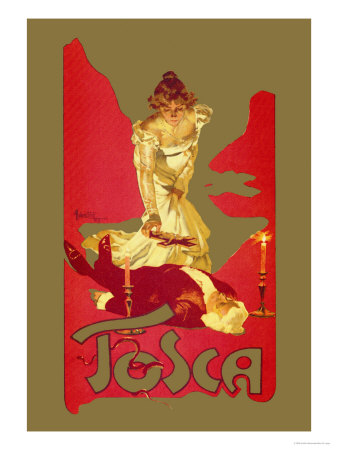
Poster Tosca
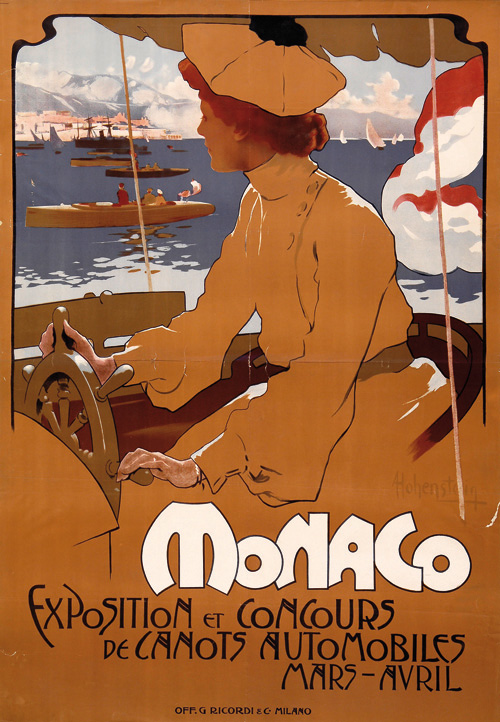
Monaco, 1900, Poster al concursului de automobile
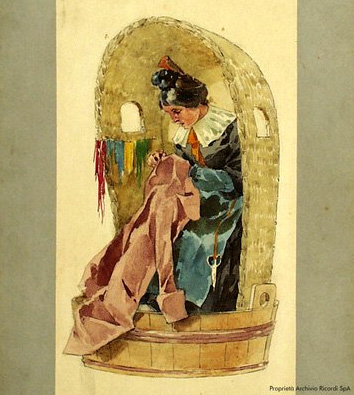
Costume, Boema
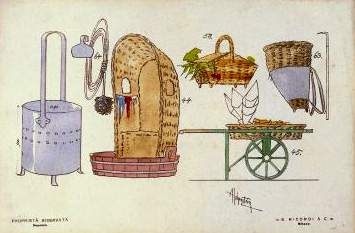
Desen - Act II Boema